# المجلس الوزاري لدول حوض النيل
مجلس وزراء شئون المياه في دول حوض النيل Nile Council of Ministers، هو أعلى كيان لصنع القرار في مبادرة حوض النيل. ويتكون المجلس من وزراء شئون المياه في بلدان حوض النيل، ويتناوب على رئاسته أحد وزراء حوض النيل لمدة عام.

## أعضاء الجلس
| الاسم                  | الدولة  | المنصب                       |
| ---------------------- | ------- | ---------------------------- |
| ماريا موتاگمبا         | اوغندا  | وزيرة المياه والبيئة         |
| جومان ماگومبه          | تنزانيا | وزير المياه والري            |
| سيف الدين حمد عبد الله | السودان | وزير الري والموارد المائية   |
| ستانيسلاس كامانزي      | رواندا  | وزير البيئة والأراضي         |
| تشاريتي نگيلو          | كينيا   | وزيرة المياه والري           |
| ألمايهو تگنو           | اثيوبيا | وزير الموارد المائية         |
| هشام قنديل             | مصر     | وزير الموارد المائية والري   |
| لويس باڤون مپوتو       | الكونغو | وزير السياحة والبيئة         |
| جان-ماري نيبيرانتيجه   | بوروندي | وزير المياه والطاقة والتعدين |

## رئاسة المجلس
الرئيس الحالي للمجلس الوزاري لدول حوض النيل هي تشاريتي نگيلو، وزيرة المياه والري الكينية.